# Deifobos
Deifobos (gr. Δηίφοβος Dēíphobos, łac. Deiphobus) – w mitologii greckiej królewicz trojański, uczestnik wojny trojańskiej.
Uchodził za syna Priama i Hekabe oraz za młodszego brata Hektora i Parysa. Był tym, który rozpoznał Parysa po zwycięstwie nad braćmi w czasie żałobnych igrzysk. W czasie wojny trojańskiej ranił kreteńskiego wojownika – Merionesa. Gdy Hektor walczył z Achillesem i chciał się wycofać, Atena przybrawszy postać Deifobosa namówiła Hektora do prowadzenia dalszej walki z Achillesem. Doprowadziło to do śmierci Hektora, a Deifobos przejął dowodzenie nad Trojanami.
Po śmierci Parysa Deifobos uzyskał rękę Heleny, pokonując starszego brata Helenosa. Helena nie kochała go i wolała wrócić do swojego poprzedniego męża – Menelaosa, niż być żoną Deifobosa. Zdradziła Deifobosa i kiedy po zdobyciu Troi Odyseusz i Menelaos łupili ich dom, wskazała Menelaosowi sypialnię i tam Menelaos zabił Deifobosa.